# The Studio Collection
The Studio Collection is een box set uit 2015 van de Britse rockgroep Queen. De box set bevat alle vijftien studioalbums van de band. Het is exclusief verkrijgbaar op vinyl.

## Achtergrond
Voor het eerst werden alle studioalbums van Queen in de volledige lengte uitgebracht op vinyl. De albums Innuendo en Made in Heaven werden weliswaar op vinyl uitgebracht ten tijde van de oorspronkelijke uitgave, maar omdat deze albums werden gemaakt met de gedachte om deze op cd te zetten, werden verschillende nummers op deze albums ingekort om deze op één lp te laten passen. In deze box set zijn de albums in de volledige lengte te horen, elk verspreid over twee lp's. Daarnaast is ook het album Queen II verspreid over twee lp's. Dit is gedaan om de oorspronkelijke sfeer van het album in stand te houden, met een zogeheten "witte" en "zwarte" kant. Apart is het album wel op één lp verkrijgbaar.
Bij de box set is ook een boek van 108 pagina's inbegrepen met een introductie bij elk album en zeldzame foto's en memorabilia uit het archief van Queen. Verder is er in samenwerking met Rega een platenspeler beschikbaar gesteld met een aangepaste versie van het Queen-logo op de top, dat tegelijk met de box set uitkwam.

## Albumlijst
1. Queen (1973)
2. Queen II (1974, twee lp's)
3. Sheer Heart Attack (1974)
4. A Night at the Opera (1975)
5. A Day at the Races (1976)
6. News of the World (1977)
7. Jazz (1978)
8. The Game (1980)
9. Flash Gordon (1980)
10. Hot Space (1982)
11. The Works (1984)
12. A Kind of Magic (1986)
13. The Miracle (1989)
14. Innuendo (1991, twee lp's)
15. Made in Heaven (1995, twee lp's)